# Сингх, Махабир
Махабир Сингх (Mahabir Singh, р. 1 сентября 1964 года) — индийский борец вольного стиля, призёр Чемпионата Азии по борьбе, чемпион Игр Содружества, участник Олимпийских игр.

## Биография
Родился 1 сентября 1964 года в Индии, серебряный призёр 1-го Чемпионата Азии по борьбе 1979 года, участник летних Олимпийских игр 1980 года в Москве и летних Олимпийских игр 1984 года в Лос-Анджелесе, золотой медалист Игр Содружества в Брисбене 1982 года.

## Спортивная карьера
1979 год — серебряная медаль на Чемпионате Азии по борьбе в Джаландхаре, вольный стиль, весовая категория до 48 кг.
1980 год — пятое место в общем зачете соревнований по вольной борьбе в категории до 48 кг на Олимпийских играх 1980 года в Москве. Он дошел до 5 круга соревнований, в одной из схваток победив итальянского борца Клаудио Поллио, ставшего на этом турнире олимпийским чемпионом. На момент проведения Олимпиады в Москве ему исполнилось 15 лет 10 месяцев. Махабир Сингх до настоящего времени остается самым молодым участником соревнований по вольной борьбе на Олимпийских играх за всю историю.
1981 год — бронзовая медаль на Чемпионате Азии по вольной борьбе среди юниоров 1981 года в городе Хисар в категории до 52 кг. Серебряная медаль на Чемпионате Азии по борьбе 1981 года в Лахоре в категории до 52 кг.
1982 год — золотая медаль Игр Содружества в Брисбене, соревнования по борьбе, весовая категория до 52 кг.
1983 год — золотая медаль на Чемпионате мира по борьбе среди кадетов 1983 года в Мизуле в категории до 53 кг.
1984 год — шестое место в общем зачете соревнований по вольной борьбе в категории до 52 кг на Олимпийских играх 1984 года в Лос-Анджелесе.
1985 год — золотая медаль на Южноазиатских играх 1985 года в Дакке, вольная борьба, категория до 52 кг.